# Thượng Lâm, Mỹ Đức
Thượng Lâm là một xã thuộc huyện Mỹ Đức, thành phố Hà Nội, Việt Nam.
Xã có diện tích 6,27 km², dân số năm 2016 là 6.111 người, mật độ dân số đạt 975 người/km².
Đây là xã đầu huyện Mỹ Đức, cách chùa Hương 32 km, là vùng đất bán sơn địa, với nhiều cảnh vật phong phú. Có núi non, hồ, rừng. Nghề chính ở đây là thêu, đan, cơ khí, mộc, chăn nuôi...

## Lịch sử
Thượng Lâm là một xã đầu thời Nguyễn thuộc trấn Sơn Nam thượng, phủ Ứng Thiên, huyện Chương Đức, tổng Viên Nội; sau thuộc Hà Đông tỉnh, Mỹ Đức phủ. Thời gian sau phát triển thành 3 thôn: Hoành, Thượng, Liên Trì. Từ năm 1953, thôn Hoành tách ra để lập xã Đồng Tâm, xã Thượng Lâm còn lại 2 thôn.

## Đình Thượng Lâm
Đình làng Thượng Lâm được xây dựng từ thời Vua Đinh Tiên Hoàng. Đình là nơi lưu giữ nhiều sắc phong về các vị anh hùng dân tộc như Cao Sơn Đại Vương, Quý Minh Đại Vương, Uy Đức Đại Vương, Vĩnh Hoa Công chúa, Quá Hải Đại Vương.
Trống đồng xuất hiện từ thời cổ đại phân bố cả vùng Đông Nam Á cổ, được coi đó là vật linh để thờ cúng. Ở Việt Nam, từ thời trước nhà Đinh, đã có đền thờ thần Đồng Cổ ở Thanh Hoá, cho nên vua Đinh Tiên Hoàng mới tặng thần Đồng Cổ cho làng Thượng Lâm, huyện Mỹ Đức, tỉnh Hà Đông cũ để thờ trong đình làm Thành hoàng làng.
Những ghi chép về trống đồng cổ trong sử sách Việt Nam còn lại rất ít, và thật ra cũng chỉ xoay quanh hai chiếc trống mà thôi. Trống Đan Nê đã được các sách nhắc đến: Việt Điện U linh, Đại Việt Sử ký Toàn thư, Lĩnh Nam chích quái, Đại Nam Nhất thống Chí. Một chiếc khác có khả năng là trống Miếu Môn I, đã được ghi nhận trong thần tích của làng Thượng Lâm, do Đinh Tiên Hoàng ban thưởng để làm trống thờ.
Bài văn của đền thờ thần Cao Sơn và Quý Minh tại trang Thượng Lâm, huyện Chương Đức: Đền Thượng Lâm xưa vốn có chiếc trống đồng, tương truyền là chiến lợi phẩm của Đinh Tiên Hoàng thu được khi đánh dẹp các sứ quân, sau đem tặng vào đền thờ để báo đáp công của thần đã giải vây cho mình trong một trận đánh. Đến thời Lê, nhà Mạc nổi lên cướp ngôi, các quan triều đình là Uy Quốc Công Nguyễn Bá Lân, An Hoà Hầu Nguyễn Hoàng Dụ và đại tướng quân Nguyên Văn Lữ vâng mệnh đi đánh dẹp, đem quân qua đền, vào cầu khấn xin thần giúp đỡ phù hộ, quả được ứng nghiệm. Đến năm vua mới lên ngôi, sai ba vị trên mang sắc phong tặng về Chương Đức. Ba vị bèn cúng tiến chiêng, trống, đồ thờ vào đền, lại cử quan Bộ Lễ là Lê Tung soạn văn tế.